# Jules Guesde
Jules Bazile, dito Jules Guesde, (Paris, 11 de novembro de 1845 - Saint-Mandé, 28 de julho de 1922), foi um político francês e primeiro líder marxista do operariado francês.
Por intermédio de seu jornal L'Égalité (1877-1883), permitiu a difusão na França das idéias marxistas.